# Сєров Олександр Миколайович (співак)
Олександр Сєро́в (нар. 24 березня 1951, Ковалівка, Миколаївська область, Україна) — російський естрадний співак, аранжувальник, інструменталіст і композитор українського походження. 
На початку 1980-х в Україні він здобуває визнання як естрадний співак, коли з екрану телевізора лунали відомі україномовні пісні: «Скрипка грає» (вірші Юрій Рибчинський, музика Ігор Поклад, 1980), «Світи зоря» (музика Олександр Злотник, вірші Віктор Герасимов, 1978), «Якщо любиш — кохай» (музика Левко Дутковський, слова Михайло Ткач), «Молодії літа», згодом 2011-го — «Пісня з полонини» (музика Степана Сабадаша, слова Олени Пономаренко, 1962). Після недовгої роботи з чернівецьким ВІА «Жива вода» та тернопільським «АРС», зокрема написав музику до пісні «Там, де ясні зорі», Олександр Сєров перебирається до Москви, столиці Російської Федерації, після чого вже виконував пісні майже винятково лише російською мовою.
Згодом там, у співпраці з іншим вихідцем з України, композитором Ігорем Крутим, записав дуже знані тоді пісні російською мовою, як-от: «Я люблю тебе до сліз» на вірші Ігоря Ніколаєва, «Ти мене любиш», «Мадонна» на вірші Римми Казакової, «Як бути» на вірші Олександра Косарєва.
Народний артист Російської Федерації (2004).
Олександр Сєров є фігурантом бази даних сайту Миротворець із позначенням «Свідоме порушення державного кордону України з метою проникнення в окупований Росією Крим. Незаконна концертна діяльність на території анексованого Криму».

## Біографія
Народився 24 березня 1951 року в українському мальовничому селі Ковалівка, розташованому в Миколаївській області поблизу Південного Бугу. Його батько Микола Сяров (згодом Олександр трохи змінив своє прізвище) був начальником автобази, а мама очолювала цех парфюмерно-скляного комбінату. Коли Сашко був ще зовсім маленьким, його батько пішов з родини. Мамі довелося переїжджати для заробітку в обласний центр — Миколаїв, тому тягар виховання сина ліг на плечі бабусі.
Уже в підлітковому віці Сєров по-справжньому полюбив музику і зрозумів, що хоче пов'язати своє життя з цим видом мистецтва. А почалося все з пісні Тома Джонса «Delilah», яку хлопчик одного разу почув по радіо. З того часу Джонс, а також Елтон Джон, стали для Олександра прикладами естрадного виконання.
У школі хлопчина виступав в учнівському оркестрі, в якому грав на альті. Відомим є те, що Сєров власноруч освоїв фортепіано. Після школи Олександр вступив до музичного училища, яке закінчив по класу кларнета. З 1969-го заробляв грою на фортепіано в миколаївських ресторанах і кафе. 
Відслуживши три роки в морському флоті (1970...1973), юнак почав будувати музичну кар'єру. Невдовзі, він виступав у Російській Федерації в місті Краснодарі у складі вокально-інструментального ансамблю «Іва», потім повернувшись в Україну, в Миколаїві, деякий час співав та грав на саксофоні в самодіяльності — на танцмайданчику яхт-клубу та в Будинку офіцерів флоту, потім у місцевому філармонійному ВІА «Співучі юнги» разом з Ігорем Крутим. Далі були українські музичні колективи, коли у 1982...1984 роках він керував ВІА «Черемош» у Чернівцях, де співали сестри Софії Ротару — Лідія та Ауріка. Отже, на початку 80-х років почалася сольна співоча кар'єра, яка й принесла артисту успіх.

## Творча кар'єра
Вперше широкий загал почув голос Олександра Сєрова 1981 року. Це була російськомовна пісня «Круїз», виконана спільно з Ольгою Зарубіною і яка стала великим хітом. Потім був ще один дует з Тетяною Анциферовою «Міжміська розмова» і перша сольна композиція «Відлуння колишньої любові».
Кращі пісні Сєрова початку 80-х років склали його перший альбом «Світ для закоханих» російською мовою. Популярність співака набирала обертів, а після появи відеокліпів «Мадонна» (1987), «Музика вінчальна» (1988) і «Ти мене любиш» (1990) затребуваність Олександра стала просто величезною. До речі, відеоролик «Ти мене любиш» є першим радянським кліпом, в якому як запрошена актриса знімалася тодішня знаменитість Ірина Алфьорова.
Природно, що пішов за кліпами й другий диск «Я плачу», який мав шалений успіх, тож артиста запрошували на гастролі не лише по всіх країнах колишнього Радянського Союзу, а й в далеке закордоння. Крім перерахованих, стали знаними пісні цього альбому, як-от «Ти в моєму серці» та «Я в тебе давно закоханий». Наступні альбоми «Ностальгія за тобою» і «Сюзанна» подарували слухачам дуже відомі на той час пісні, скажімо, «Я люблю тебе до сліз» і «Зорепад». Потім в звукозаписах настала досить тривала перерва, пов'язана, напевно, з непорозумінням між Олександром Сєровим і його постійним композитором Ігорем Крутим.
1989 року співак зіграв у фільмі «Сувенір для прокурора». 
Лише за 8 років світ побачила нова платівка «Моя Богиня», за якою пішли «Нескінченна любов», «Зізнання» і «Казковий Версаль». 2013 року вийшов альбом «Любов повернеться до тебе».

## Санкції
19 жовтня 2022 року у віці 68 років Олександр Сєров на тлі навального вторгнення Російської Федерації в Україну був внесений до санкційних списків України проти осіб, «які прилюдно закликають до агресивної війни, виправдовують і визнають законним збройний напад РФ на Україну, тимчасову окупацію території України». Покарання передбачають блокування активів, повне припинення комерційних операцій, зупинку виконання економічних і фінансових зобов'язань.